# Idaea millieri
Idaea millieri là một loài bướm đêm trong họ Geometridae.